# Aufschlagzünder

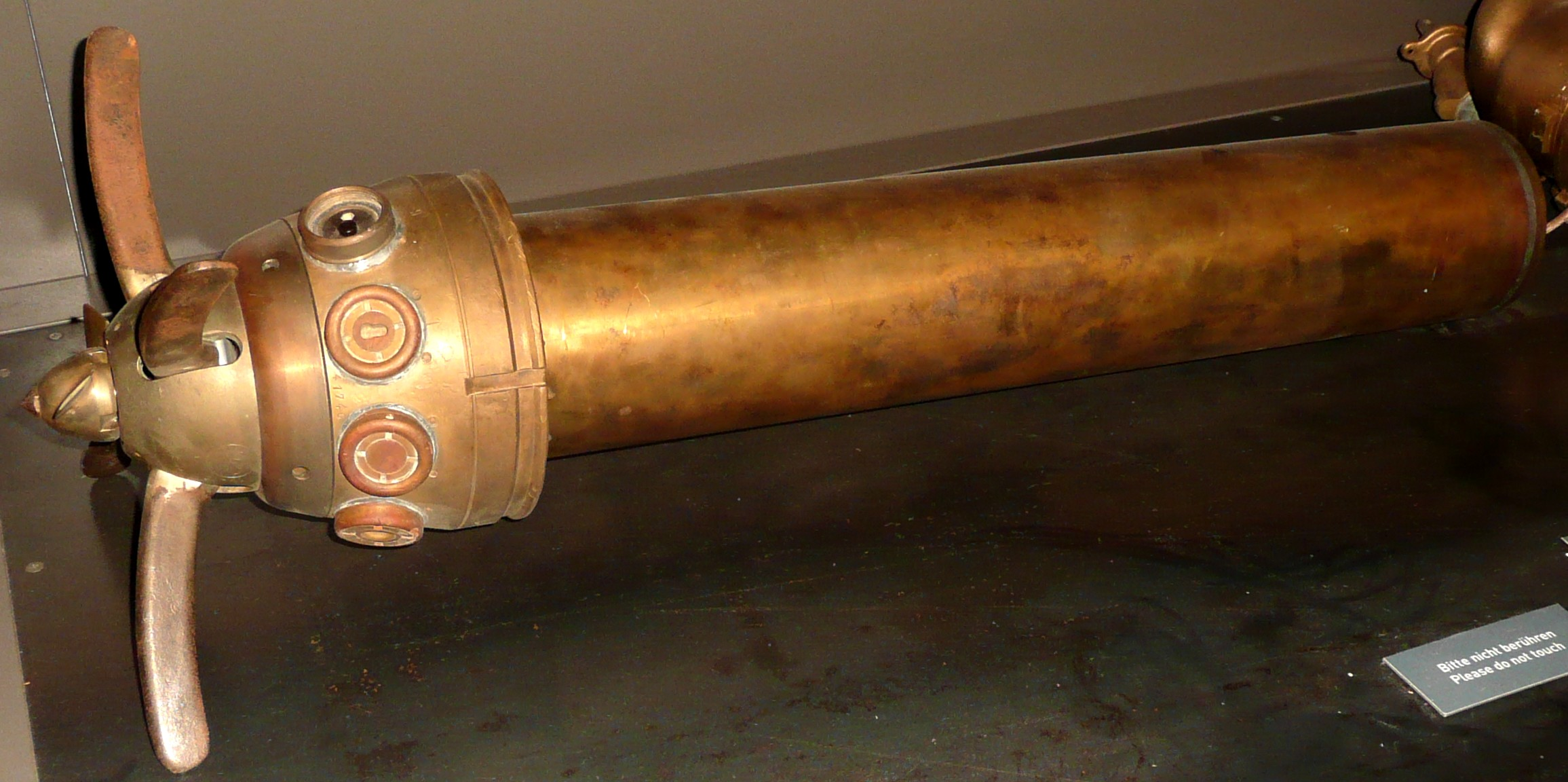
Aufschlagzünder eines deutschen G7a-Torpedos aus dem Zweiten Weltkrieg (1939–1945)

Ein Aufschlagzünder bringt eine Sprengladung beim Aufschlag auf den Boden oder ein Zielobjekt zur Detonation. Die Zünder werden bei nahezu allen Arten militärischer Kampfmittel verwendet: Sprengbomben, Torpedos, Land- und Seeminen, Raketenwaffen (Lenkflugkörper), Handgranaten und die aus Rohrwaffen verschossenen Granaten (Spreng- oder Minengeschosse).

## Zündarten
Aufschlagzünder könnten nach verschiedenen Kategorien unterschieden werden.
Nach der Auslösungsart:

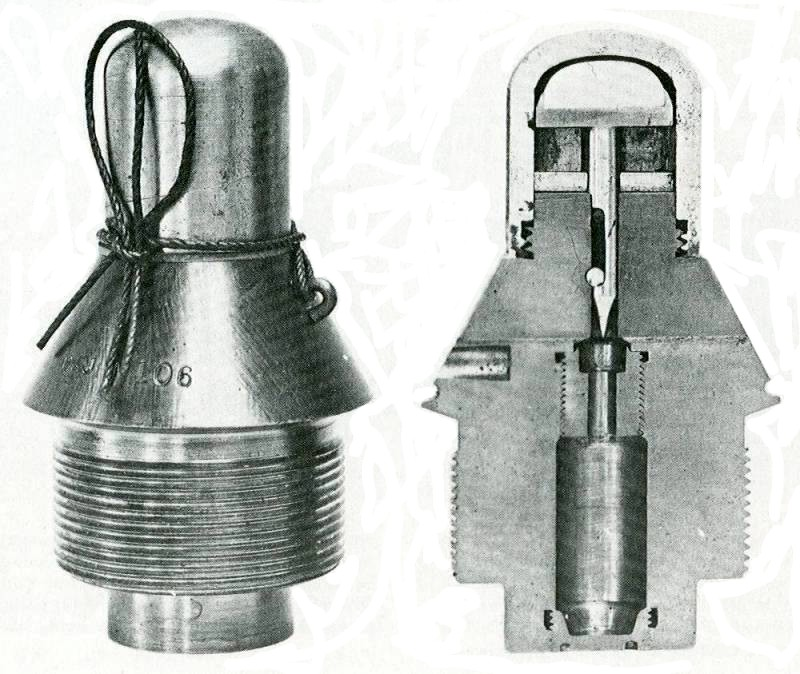
Direkt wirkender britischer Aufschlagzünder No. 106

- Der direkt wirkende Aufschlagzünder besitzt eine Zündnadel, die beim Aufschlag durch das Zielmaterial direkt in den Initialsprengstoff gestoßen wird und damit die Detonation auslöst. Dieses einfache Prinzip wird bei vielen Kopfaufschlagzündern angewandt, ein Beispiel hierfür ist die britische No 1 Mk2 des Ersten Weltkriegs.

- Beim indirekt wirkenden Aufschlagzünder (auch Trägheitszünder) bewirkt die Verzögerung des Kampfmittels beim Aufschlag, dass sich eine Schlagmasse aufgrund ihrer Masseträgheit weiter nach vorne bewegt und dabei auf den (zusammen mit dem Kampfmittel abgebremsten) Detonator aufläuft. Dieses Prinzip wird bei allen Heckaufschlagzündern angewandt, Beispiele sind Bodenzünder von panzerbrechenden Granaten, Quetschkopfgranaten oder Heckzünder von Sprengbomben.

- Hochempfindliche Aufschlagzünder weisen durch Hineindrücken der Zündnadel eine Kombination von direkt wirkender und durch Vorlaufen des im Schlagstück befindlichen Detonators indirekt wirkender Aufschlagzündung auf. Da sich beim Aufschlag Zündnadel und Detonator aufeinander zubewegen, sprechen derartige Zünder schneller an. Alle großen Artilleriezünder (ab Kaliber 7,5 cm) des deutschen Heeres im Zweiten Weltkrieg waren hochempfindliche Aufschlagzünder.

Die o.a. Funktionsweisen erfordern den Aufschlag des Kampfmittels mit der Bewegungsrichtung parallel zur Längsachse des Kampfmittels. Dies wird in der Regel durch die außenballistischen Eigenschaften der Kampfmittel (Stabilisierung der Flugbahn durch Rotation bei Geschossen, Stabilisierung oder Steuerung der Flugbahn durch Leitwerke bei Bomben und Flugkörpern) gewährleistet. Allerdings werden diese Zünder bei nicht optimalen Aufschlagwinkeln (Querschläger) nicht zuverlässig ausgelöst, es kann zu Blindgängern kommen.
- Allseitig wirkende Aufschlagzünder weisen üblicherweise Konstruktionsmerkmale von hochempfindlichen Aufschlagzündern auf (bewegliche Zündnadel und beweglicher Detonatorträger); zusätzlich besitzen sie noch ein weiteres ringförmiges Massestück, das durch seine konische Formgebung bei Aufschlägen quer zur Flugbahn die Zündnadel und den Detonatorträger zusammentreibt, so dass auch bei seitlichen Aufschlägen die Funktionsauslösung erfolgt. Beispiele allseitig ansprechender deutscher Artilleriezünder sind der leichte Infanteriegranatenzünder 23 (l.Igr.Z. 23) und der schwere Infanteriegranatenzünder 23 (s.Igr.Z. 23).

Nach örtlicher Anordnung:
- Kopfzünder: Befindet sich am Kopf der Munition und ist somit das erste Teil, welches auf das Ziel aufschlägt und die Sprengladung zur Explosion bringt. Sehr oft verwendet, in vielen Arten von Munition zum Beispiel Fliegerbombe, Granate, Raketen, Lenkflugkörper.
- Bodenzünder: Befindet sich im Bodenteil der Munition und ist daher beim Aufschlag auf das Ziel geschützt. In vielen Arten von Munition zum Beispiel Fliegerbombe, Granate, Raketen, Lenkflugkörper verwendet.
- Heckzünder (englisch tail fuze): Befindet sich im Heck der Munition und zündet durch die Verzögerung beim Aufschlag auf ein Ziel. Dieser Zünder findet bei einer Reihe von Fliegerbomben und meist in Kombination mit einem Kopfzünder Verwendung.[2]
- Quer verbauter Zünder (engl. „transverse fuze“): Bündig versenkt an einer Seite. Bei Fliegerbombe, Lenkflugkörper
- Point Initiated, Base Detonated (PIBD): Die Komponenten des Zünders befinden sich sowohl im Kopf- wie auch in der Bodensektion. Der initiierende Zünder befindet sich dabei im Kopfteil, der Detonator, welcher die Sprengladung zur Detonation bringt, im Bodenteil.[3] Eine sehr schnelle Ansprechzeit und die Auslösung im Bodenteil ist vor allem bei Hohlladungsgeschossen notwendig, damit sich der Hohlladungsstrahl ausbilden kann.[1] Es gibt zwei grundsätzliche Arten des PIBD-Zünders, den pyrotechnischen und den elektrischen. Die pyrotechnischen PIBD-Zünder arbeiten nach dem sogenannten „Spit back“-Prinzip (deutsch: „Zurückspucken“). Der Zünder im Kopfteil initiiert dabei eine kleine Detonatorladung.[3] Diese kann durchaus selbst als eine kleine Hohlladung ausgeführt sein.[4] Der Feuerstrahl des ersten Detonators geht durch den leeren Raum der Hohlladung und trifft auf den eigentlichen Detonator hinter der Hohlladung. Nach einem ähnlichen Prinzip arbeiteten die früheren Schrapnellgeschosse. Bei den elektrischen PIBD-Zündern gibt es zwei Varianten. Bei der ersten Variante erzeugt ein piezoelektrischer Kristall beim Aufschlag auf das Ziel einen elektrischen Impuls. Dieser Impuls wird über eine elektrische Leitung oder sonstige leitende Teile zum elektrischen Detonator übertragen. Eine zweite Variante des elektrischen PIBD-Zündern ist ein nicht geschlossener Stromkreis mit einer Spannungsquelle (zum Beispiel Batterie) und im Kopfteil mit zwei elektrischen Kontaktflächen und einem Spalt dazwischen. Der Aufprall schiebt die elektrischen Kontakte aufeinander, so dass sie sich berühren und so den Stromkreis schließen. Der geschlossene Stromkreis zündet dann den Detonator.[3]

Häufig werden Aufschlagzünder mit Verzögerungselementen kombiniert: der Sprengkörper soll nicht sofort beim Aufprall detonieren, sondern nach Möglichkeit erst ein Stück in das Zielobjekt eindringen, um hier zur Wirkung zu gelangen. Dies ist beispielsweise bei panzerbrechenden Kampfmitteln erforderlich (Detonation erst nach dem Durchdringen der Panzerung), wird aber auch für Aufschlagzünder der Artillerie gefordert, um unterschiedliche Ziele zu bekämpfen. Hierbei werden oftmals Zünder verwendet, bei denen vor dem Verschuss die Funktion mit Verzögerung (m.V.) oder ohne Verzögerung (o. V.) eingestellt werden kann. Der deutsche Artilleriezünder Aufschlagzünder 23 umgeändert mit 2 Verzögerungen (A.Z. 23 umg. m. 2 V.) konnte sogar zwischen o. V., 0,2 Sekunden und 0,8 Sekunden Verzögerung eingestellt werden. Die Verzögerung wurde üblicherweise durch einen pyrotechnischen Brennsatz erreicht.
Bereits im Zweiten Weltkrieg wurden auf deutscher Seite neben den mechanischen Aufschlagzündern auch elektrische Bombenzünder verwendet. Bei diesen erfolgte die Zündung des Detonators durch elektrischen Strom, der entweder während des Aufschlags bei der Bewegung eines Ringmagneten durch eine Spule mittels Induktion erzeugt wurde (empfindlicher Aufschlagzünder eAZ (66) für Splitterbomben SD 10 A) oder der beim Abwurf der Bombe in einem Kondensator gespeichert wurde und beim Aufschlag durch das Schließen von elektrischen Kontakten zum Detonator fließen konnte (zum Beispiel AZ (25), AZ (28), AZ (35)). Heutzutage werden insbesondere beispielsweise bei Hohlladungskampfmitteln elektrische Zünder eingesetzt, da diese nur minimale (zum Schließen des elektrischen Kontaktes) oder gar keine mechanischen Vorgänge (bei Zündung über Piezozünder) und somit nur geringste Verzögerungen aufweisen. Auch bei Waffensystemen, die hauptsächlich über Sensorik ausgelöst werden (Annäherungszünder) ist vielfach ein elektrischer Aufschlagzünder vorhanden.

## Sicherheitsforderungen an Zünder
Die allgemeinen Sicherheitsforderungen für alle Zünder gelten auch für die Aufschlagzünder:

### Lagerbeständigkeit
Für militärische Munition wird in der Regel eine lange (mindestens zehn Jahre) Lagerbeständigkeit gefordert. Während dieser Zeit dürfen weder die Sicherheits- noch die Funktionseigenschaften beeinträchtigt werden. Dies bezieht sich beispielsweise auf Korrosion, Reaktion der unterschiedlichen Materialien im Zünder miteinander oder das Eindringen von Feuchtigkeit, Schmutz etc. in den Zünder.

### Handhabungs- und Transportsicherheit
Die Sicherungselemente des Zünders müssen während der zu erwartenden Belastungen bei der Handhabung und beim Transport eine unbeabsichtigte Entsicherung und insbesondere eine unbeabsichtigte Auslösung wirksam verhindern. Hierbei sind die Anforderungen bei militärischen Zündern deutlich höher als zum Beispiel im zivilen Bereich, da insbesondere im Einsatzfall durch Hektik, feindlichen Beschuss usw. nicht immer eine vorschriftsmäßige Behandlung gewährleistet ist.

### Detonatorsicherheit
Durch die Unterbrechung der Zündkette soll bei einer unbeabsichtigten Zündung des Detonators (zum Beispiel durch Brand, Beschuss etc.) eine Übertragung der Detonation auf die nachfolgenden Zündelemente (Verstärkungs- bzw. Übertragungsladung) verhindert werden. Dies wird unter anderem dadurch erreicht, dass der Detonator in einem beweglichen Träger untergebracht ist, der erst bei der Entsicherung „in Funktionslinie“ gebracht wird. Hierzu müssen heutzutage zwei voneinander unabhängige Kräfte die Zündkettenunterbrechung aufheben (bei Artilleriezündern üblicherweise Abschussbeschleunigung und Rotationskräfte). Die Forderung der Detonatorsicherheit wurde erst nach dem Zweiten Weltkrieg allgemein umgesetzt, bis dahin war bei den deutschen Artilleriezündern der Detonator in der sogenannten Zündladung (die aus Detonator, Verstärkungs- und Übertragungsladung bestand und direkt unter dem Zünder in den Sprengstoff eingesetzt wurde) immer schon in der Funktionslinie.

### Tragflugsicherheit
Bei Bombenzündern muss auch während des Anfluges auf das Ziel bis zum Abwurf der Bombe die Sicherheit des Zünders gegen unbeabsichtigte Auslösung bei Kollisionen mit Vögeln, aber auch bei Kollisionen mit anderen Luftfahrzeugen bis hin zum Absturz gewährleistet werden. Hieraus ergibt sich auch die Möglichkeit des Notabwurfs, also des Abwurfes der Bomben in einer Notsituation, ohne dass diese entsichern und beim Aufschlag zur Detonation kommen.

### Vorrohrsicherung, Masken- oder Fallstreckensicherheit
Nach dem Verschuss (bei Rohrwaffen) bzw. dem Abwurf (bei Abwurfmunition) soll gerade bei Aufschlagzündern die vollständige Entsicherung des Zünders zumindest solange verzögert werden, bis das Geschoss bzw. die Bombe sich soweit vom Geschütz bzw. dem Flugzeug entfernt hat, dass eine Detonation diese nicht mehr gefährdet. Dies soll verhindern, dass beispielsweise beim Verschuss aus getarnten Deckungen der Zünder unmittelbar vor der Rohrmündung durch Tarnmaterial oder einen zufällig vorbeifliegenden Vogel ausgelöst werden kann und damit die eigene Geschützbedienung gefährdet.

## Bahnsicherheit, Regensicherheit
Bei Artilleriezündern, insbesondere bei Aufschlagzündern von kleinkalibrigen Maschinenkanonen muss konstruktionsgemäß die Auslösung durch kleine Objekte in der Flugbahn (Insekten, Regentropfen, Hagelkörner) vermieden werden. Dies ist hauptsächlich für Aufschlagzünder erforderlich, die an der Zünderspitze lediglich eine Abdeckmembran vor der Zündnadel aufweisen. Beschädigte Abschussplättchen können zu Frühzerspringern führen.

## Entsicherung und Schärfung
Jeder Aufschlagzünder muss vor seinem Einsatz entsichert werden. Früher war die Entsicherung zugleich die Schärfung, bei heutigen Sprengkörpern wird dies getrennt. Die Entsicherung (Vorschärfung), zum Beispiel durch das Ziehen eines Splintes, ermöglicht erst die Schärfung. Scharf ist der Sprengkörper erst nach dem Eintritt des Schärfungsereignisses – bei einer Granate ist dies beispielsweise die Beschleunigung beim Abschuss oder zusätzlich auch die Fliehkraft ihres Dralls.

## Beispieldaten einer Granate
- Vorschärfung: Abziehen des Distanzstückes
- Schärfung: Beschleunigung mit mehr als 100 m/s²
- Vorrohrsicherung: Schärfung erfolgt mit einer kurzen Verzögerung, damit die Granate nicht schon in unmittelbarer Nähe des eigenen Geschützes explodiert
- Aufschlagverzögerung: keine
- Entschärfung: 1 Sekunde nach dem Auftreffen
- Wiederschärfung möglich: Nein

## Beispieldaten einer Freifallbombe
- Entsichern: Ziehen des Sicherungsstifts am Bombenträger
- Vorschärfung: Beim Abwurf: Ziehen des Sicherungsdrahtes aus dem Zünder
- Schärfung: Rotation des Windrades am Zünder während der Flugzeit der Bombe (am Boden fest einstellbar zwischen 2 und 18 Sekunden)
- Aufschlagverzögerung: Einstellbar zwischen 0 und 0,25 Sekunden[6]

## Historisches
Die ersten Aufschlagzünder wurden in Preußen 1859 eingeführt. Sie enthielten an der Geschossspitze eine Zündnadel und ein mit Knallquecksilber gefülltes Zündhütchen. Bei Aufschlag des Geschosses im Ziel flog die Nadel in das Zündhütchen, und die entstehende Stichflamme entzündete die Sprengladung des Geschosses. Damit der Zünder nicht vorzeitig in Tätigkeit treten konnte, wurde die Zündschraube mit dem Zündhütchen erst unmittelbar vor dem Schuss eingeschraubt und beide Teile während des Schusses durch einen Vorstecker getrennt gehalten, der unmittelbar vor dem Einschrauben der Zündschraube durch ein im Geschosskern befindliches Vorsteckerloch in das Geschoss eingesteckt wurde. Durch die Drehung des Geschosses wurde der Vorstecker dann, bald nachdem das Geschoss das Rohr verlassen hatte, herausgeschleudert, und erst dann konnte die Nadel das Zündhütchen anstechen.